# Николлс, Эдвард
Сэр Эдвард Николлс (англ. Edward Nicolls; род. 1779, Колрейн, Ирландия — 5 февраля 1865, Блэкхит, Великобритания) — суперинтендант Испанской Гвинеи в 1829—1832 годах.

## Биография
Эдвард Николлс родился в 1779 году в Колрейне, Ирландия, в семье Джонатана Николлса и Анны Каппейдж. Джонатан Николлс некоторое время был контролёром акцизов в Колрейне. Анна Куппейдж была дочерью преподобного Берка Куппейджа, ректора Колрейна, близкого родственника и друга Эдмунда Бёрка. У Анны был старший брат Уильям Куппейдж, которому Эдмунд Бёрк обеспечил ему назначение в Королевскую военную академию в Вулидже. Позже Уильям был генерал-лейтенантом Королевской артиллерии и соседом Эдварда Николлса в Вулидже.
Эдвард был старшим из шести братьев и сестер, и некоторые из его братьев также сделали выдающуюся военную карьеру, в том числе подполковник Уильям Бёрк Николлс из 2-го Вест-Индского полка британской армии и командир Джонатан Фредерик Николлс Королевского флота. Все пятеро братьев Эдварда Николлса и оба его сына умерли во время или в результате государственной службы. Николлс получил образование в гимназии в Колрейне и в течение двух лет в Академии Королевского парка недалеко от Гринвича, прежде чем 24 марта 1795 года поступил в морскую пехоту; это было пределом его формального образования. Ему не было еще 16 лет, когда он получил звание второго лейтенанта Морских сил Его Величества в 1795 году, а 27 января 1796 года он был произведен в первые лейтенанты.